# Matt Groening

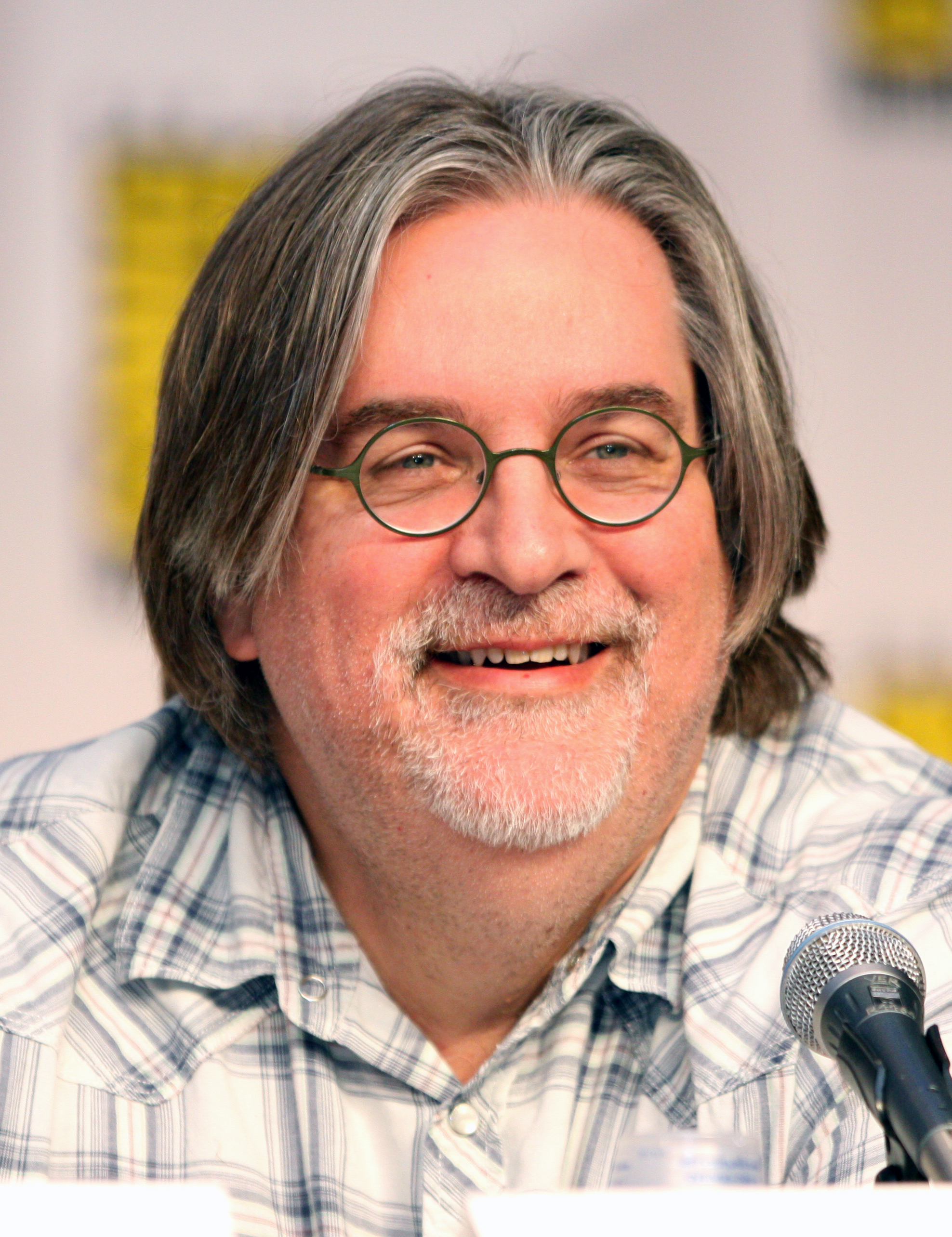
Groening in 2010

Matthew Abraham Groening (Portland (Oregon), 15 februari 1954) is een Amerikaans striptekenaar, cartoonist en animatiefilmmaker. Hij is vooral bekend als de bedenker van de tekenfilmseries The Simpsons, Futurama en Disenchantment. 
Zijn eerste werk was de strip Life in Hell, waarmee hij de aandacht trok van James L. Brooks, de oprichter van Gracie Films, die een tekenaar zocht voor korte animatiefilmpjes die gebruikt konden worden in The Tracy Ullman Show. Zo ontstonden The Simpsons. Hij ontleende veel namen aan zijn eigen gezinssituatie. Zijn ouders heten Homer en Margaret en zijn jongere zusjes Lisa en Maggie. De schrijvers voor de serie gaven de naam 'Abraham' aan opa Simpson, de naam van Matts opa. Sommige achternamen, als Flanders, Quimby en Lovejoy, zijn afgeleid van belangrijke straten in Portland.
In 2012 kreeg Groening een ster op de Hollywood Walk of Fame, vlak naast de al aanwezige ster van The Simpsons.

## Vroege jeugd
Groening ging in Portland naar de lagere en middelbare school. Hij was de middelste van vijf kinderen. Zijn moeder, Margaret Wiggum, was van Noorse en zijn vader Homer Philip Groening was van Duitse oorsprong. Zijn vader groeide op in een Plautdietsch sprekende Mennonietenfamilie.

## Trivia
- De naam Groening (/ˈɡreɪnɪŋ/) is vanwege de Doopsgezinde achtergrond van zijn vaders Duitse familie mogelijk afgeleid van de Nederlandse stad Groningen. Zelf noemt Groening zich een agnost.[1]
- Matt Groening speelt koebel in de band Rock Bottom Remainders, samen met Stephen King, Dave Barry, Ridley Pearson, Scott Turow, Amy Tan, James McBride, Mitch Albom, Roy Blount Jr., Kathi Kamen Goldmark, en Greg Iles.